# Criminal Face - Storia di un criminale
Criminal Face - Storia di un criminale (Ho!) è un film del 1968 diretto da Robert Enrico.
La pellicola, di genere poliziesco, ha per protagonista Jean-Paul Belmondo.